# Microrégion d'Ilhéus-Itabuna
 (février 2025).
Si vous disposez d'ouvrages ou d'articles de référence ou si vous connaissez des sites web de qualité traitant du thème abordé ici, merci de compléter l'article en donnant les références utiles à sa vérifiabilité et en les liant à la section « Notes et références ».
La microrégion d'Ilhéus-Itabuna est l'une des trois microrégions qui subdivisent le sud de l'État de Bahia au Brésil.
Elle comporte 41 municipalités qui regroupaient 1 075 311 habitants en 2006 pour une superficie totale de 21 309 km2.

## Municipalités[1]
- Almadina
- Arataca
- Aurelino Leal
- Barra do Rocha
- Barro Preto
- Belmonte
- Buerarema
- Camacan
- Canavieiras
- Coaraci
- Firmino Alves
- Floresta Azul
- Gandu
- Gongogi
- Ibicaraí
- Ibirapitanga
- Ibirataia
- Ilhéus
- Ipiaú
- Itabuna
- Itacaré
- Itagibá
- Itaju do Colônia
- Itajuípe
- Itamari
- Itapé
- Itapebi
- Itapitanga
- Jussari
- Mascote
- Nova Ibiá
- Pau Brasil
- Santa Cruz da Vitória
- Santa Luzia
- São José da Vitória
- Teolândia
- Ubaitaba
- Ubatã
- Una
- Uruçuca
- Wenceslau Guimarães